# Elizabeth Anders
Elizabeth Anders   (Norristown, 13 de novembre de 1951), sovint anomenada Beth Anders, és una jugadora d'hoquei sobre herba estatunidenca ja retirada, que va competir durant les dècades de 1970 i 1980. Posteriorment exercí d'entrenadora durant gairebé 30 anys.
El 1984 va prendre part en els Jocs Olímpics de Los Angeles, on guanyà la medalla de bronze en la competició d'hoquei sobre herba. En finalitzar aquests Jocs passà a exercir d'entrenadora de la selecció nacional femenina dels Estats Units. Durant 30 temporades fou entrenadora de l'equip d'hoquei sobre herba de l'Old Dominion University. Es retirà el 2012. En aquesta universitat es convertí en l'entrenadora amb més partits dirigits (704), més victòries (561) i més títols de la NCAA (9) que cap altra entrenadora en la història de la Divisió I. També fou la primera entrenadora d'aquesta divisió en aconseguir 500 victòries en hoquei sobre herba.
Va ingressar al Saló de la Fama de l'hoquei sobre herba dels Estats Units el 1989, al Saló de la fama de l'esport de Pennsilvània el 1998, al Saló de la fama de l'Associació Nacional d'entrenadors d'hoquei sobre herba el 2000, al Saló de l'esport de Filadèlfia el 2007 i a l'Old Dominion's Sports Hall of Fame el 2014.